# Sacramentaire de Gellone
Le Sacramentaire de Gellone est un manuscrit enluminé de la fin du VIIIe siècle (Paris, BnF, département des Manuscrits, Latin 12048). Sa présence est attestée à l'abbaye de Saint-Guilhem-le-Désert au début du IXe siècle. Il est d'un style directement influencé par l'enluminure mérovingienne.

## Historique
L'origine du manuscrit a fait l'objet de controverses. Plusieurs indices dans les mentions liturgiques font penser qu'il a été copié dans un monastère double, de moines et de moniales localisé dans le diocèse de Meaux. L'un des scribes a signé de son prénom « David » deux lettrines (f.99 et 254v.) et on sait qu'un moine de ce prénom résidait au monastère Sainte-Croix de Meaux à la même époque. Il aurait été destiné dès l'origine à la cathédrale Notre-Dame de Cambrai, un autre manuscrit de la même écriture ayant été destiné à la même église. Il se trouve sans doute sur place pendant l'épiscopat de Hildoard (vers 790-800). Il est par la suite la propriété de Guillaume de Gellone, peut-être à la suite d'un cadeau de son cousin Charlemagne lui-même. Celui-ci en fait don à l'abbaye de Saint-Guilhem-le-Désert, qu'il a lui-même contribué à fonder avec Benoît d'Aniane. Il reste sans doute sur place jusqu'à son entrée dans la bibliothèque de l'abbaye de Saint-Germain-des-Prés de Paris en 1638. L'ensemble de cette bibliothèque est intégrée à la bibliothèque nationale en 1796,. 

## Descriptif

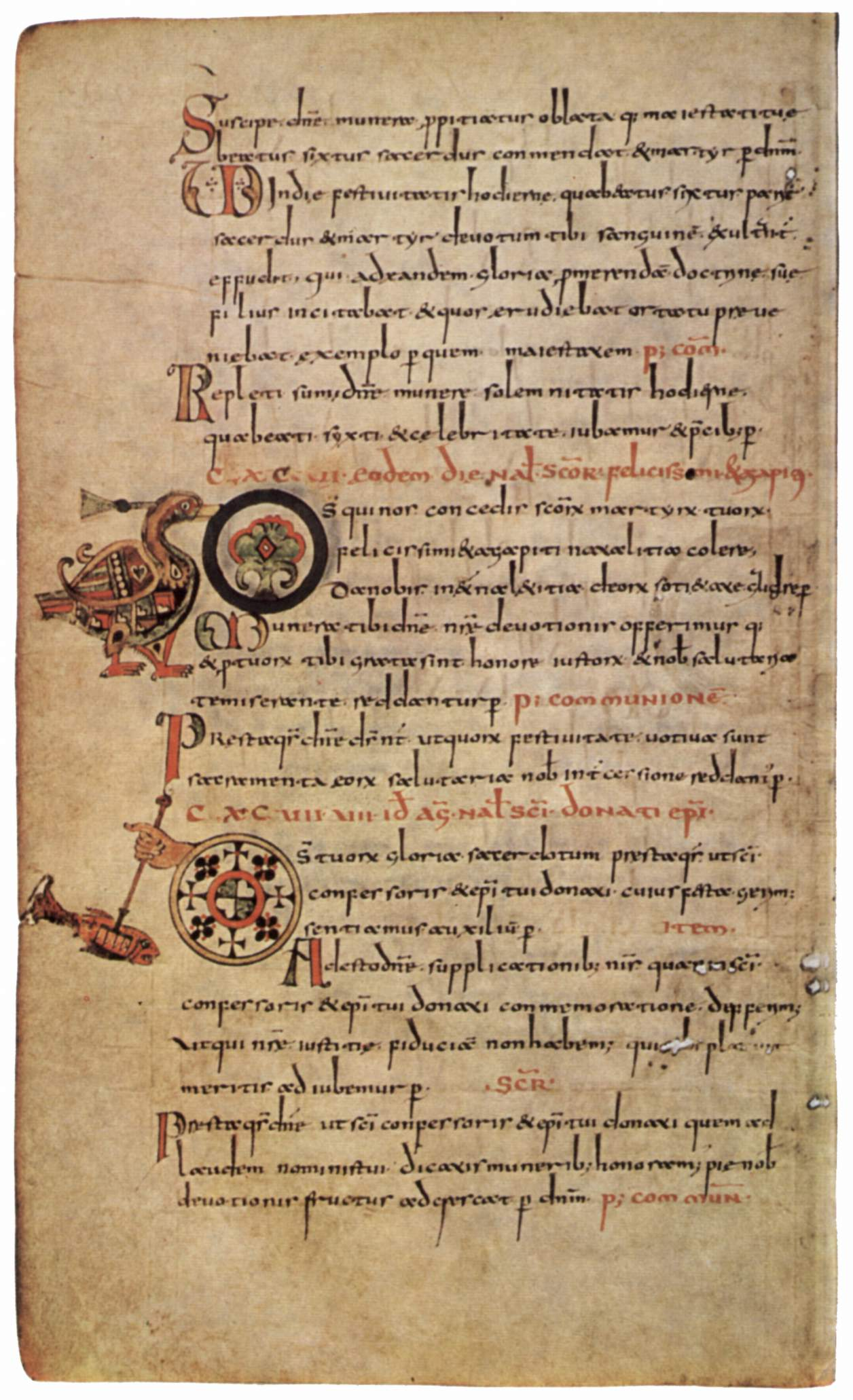
Folio 99v.

Le manuscrit contient les textes liturgiques suivant le rite défini par le pape Gélase Ier, mêlant l'usage franc et romain et la nouvelle tradition grégorienne. Les textes se répartissent ainsi en deux parties :
- La première partie contient 5 groupes de textes (f.1-262) :
  - Le sacramentaire (§ 1-328)
  - Les bénédictions épiscopales (§ 329-330)
  - Les oraisons diverses (§ 331-343)
  - La liturgie baptismale (§ 344)
  - Le pontifical (§ 345-512)
- La seconde partie contient deux martyrologes (f. 263-276).

Il a été copié par deux, trois voire quatre scribes différents mais tous issus du même scriptorium. Sept mains différentes ont effectué des ajouts au texte original sans doute à la fin du IXe siècle. Outre de nombreuses lettrines, le manuscrit contient deux figures majeures : une Vierge portant une croix et un encensoir au folio 1v et une crucifixion au f.143v (peut-être la plus ancienne sur un manuscrit d'origine franque). Le manuscrit possède une décoration qui fait la synthèse entre la tradition mérovingienne et les apports de l'enluminure insulaire. Pour la première fois, des figurations d'animaux et d'humains réapparaissent dans l'iconographie du manuscrit qui avaient disparu depuis le début de la période mérovingienne.
La Crucifixion a pour caractéristique les yeux du crucifié bien ouverts, au regard tourné vers le ciel, et un Périzonium qui remplace la tunique longue (colobium). Elle amorce l'évolution des crucifixions carolingiennes.